# Elezioni presidenziali ad Haiti del 2015
Le elezioni presidenziali ad Haiti del 2015 si tennero il 25 ottobre per il primo turno, mentre il secondo, inizialmente previsto per il 27 dicembre, non si svolse mai a causa di una serie di rinvii voluti dal presidente uscente Michel Martelly.
Il 13 e 14 febbraio 2016 il Parlamento elesse Jocelerme Privert Presidente provvisorio.
Nell'aprile successivo la commissione elettorale di Haiti dispose la ripetizione dell'intera votazione, indicendo nuove elezioni presidenziali. 

## Risultati
| Candidati              | Partiti                                                      | Voti      | %     |
| ---------------------- | ------------------------------------------------------------ | --------- | ----- |
| Jovenel Moïse          | Parti Haïtien Tèt Kale                                       | 511 992   | 32,81 |
| Jude Célestin          | Lega Alternativa per il Progresso e l'Emancipazione di Haiti | 394 390   | 25,27 |
| Jean-Charles Moïse     | Piattaforma Pitit Desalin                                    | 222 646   | 14,27 |
| Maryse Narcisse        | Fanmi Lavalas                                                | 110 049   | 7,05  |
| Eric Jean Baptiste     | Movimento d'Azione Socialista                                | 56 671    | 3,63  |
| Jean Henry Céant       | Renmen Ayiti                                                 | 39 005    | 2,50  |
| Sauveur Pierre Etienne | Organizzazione del Popolo in Lotta                           | 30 227    | 1,94  |
| Irvenson Steven Benoit | Convenzione Unita Democratica                                | 17 851    | 1,14  |
| Steeve Khawly          | Rete Scudo Nazionale                                         | 16 791    | 1,08  |
| Altri <1%              | -                                                            | 138 771   | 8,89  |
| Nessun candidato       | -                                                            | 22 238    | 1,42  |
| Totale                 | Totale                                                       | 1 560 631 | 100   |